# William Burns
William Lawrie "Billy" Burns (East Oxford, Ontario, 24 de març de 1875 - Winnipeg, Manitoba, 6 d'octubre de 1953) va ser un jugador de lacrosse canadenc que el 1904 va prendre part en els Jocs Olímpics de Saint Louis, on guanyà la medalla d'or en la competició per equips de Lacrosse, com a membre de l'equip Shamrock Lacrosse Team.